# Square de la place d'Italie
Square de la place d'Italie je square v Paříži v 13. obvodu. Jeho rozloha činí 4778 m².

## Poloha
Square se nachází uprostřed kruhového objezdu v centru náměstí Place d'Italie, po kterém je pojmenováno. Na square je uprostřed vodní nádrž a bronzová socha maršála Alphonse Juina (1888-1967) z roku 1983, která je otočená čelem na Avenue d'Italie.